# Заречное (Богодуховский район)
Заре́чное (укр. Зарічне, до 2016 г. — Кру́пской) — посёлок, Ульяновский сельский совет, Богодуховский район, Харьковская область, Украина.
Код КОАТУУ — 6320888309. Население по переписи 2001 г. составляет 68 (30/38 м/ж) человек.

## Географическое положение
Посёлок Заречное находится в 2-х км от села Мирное Великописаревского района Сумской области.
В 4-х км протекает река Рябинка, в 5-и км река Иваны.
В 2-х км находится курган Крестовая Могила.

## История
- 1934 — дата основания.

## Экономика
- В селе есть свино-товарная ферма.